# Timalie précieuse
Dasycrotapha speciosa
Espèce
Statut de conservation UICN

 EN  : En danger
La Timalie précieuse (Dasycrotapha speciosa) est une espèce d'oiseaux passereaux de la famille des Zosteropidae.
Cet oiseau vit dans les forêts pluviales de Negros et Panay, aux Philippines, sur les îles voisines de Panay et Negros.